# Länsväg 155
Länsväg 155 (också kallad Torslandavägen eller Öckeröleden) går mellan Göteborg (Vädermotet) och Öckerö. Vägen har sin början vid Hisingsleden (väg E6.20) i höjd med Vädermotet och passerar på vägen mot Öckerö bland annat Syrhåla, Torslanda, Hjuvik, färjeleden Hönöleden och Hönö.
Vägens förlängning från Vädermotet längs norra älvstranden till E6 (76 Ringömotet) kallas Lundbyleden eller E6.21. Denna sträcka var tidigare en del av länsväg 155 men är det inte längre. E6.21 fortsätter sedan 2021 via Marieholmstunneln och Partihallsförbindelsen till E20.
Längs hela sträckan är den hårt trafikerad med framkomlighetsproblem. Särskilt i rondellerna mellan Torslanda och Hjuvik är det problem i rusningstrafik. Kommunen har infört förbud att bygga bostäder väster om en viss punkt i Torslanda på grund av dessa problem. Färjan Hjuvik - Hönö är Sveriges mest trafikerade färjeled med 10 000 fordon per dygn.
Vägen skyltas 155 bara i riktning mot Öckerö. Mot Göteborg skyltas den "Centrum" utan nummer, utom på Hönö/Öckerö där den skyltas 155.
För att öka framkomligheten genomförde Trafikverket flera åtgärder i anslutning till väg 155. Trafikljuskorsningarna mellan Göteborg och Torslanda byggdes om till planskilda. Sörredsmotet som under 2018-2019 byggdes om till planskild korsning och korsningen vid Vikan som stängde för korsande trafik.  En ny väg (Halvors länk) byggdes från Ytterhamnsmotet norrut till E6.20 Hisingsleden för att locka bilar och lastbilar mellan hamnen och E6 norrut att undvika Lundbyleden, och öppnade för trafik i december 2021, med hela projektet klart den 29 april 2022. 

## Vägstandard och trafikplatser
| Unknown BSicon "RP4wensRP4" |

| Unknown BSicon "RP4wensRP2" |

| Unknown BSicon "RP4wensRP2" |

| Unknown BSicon "RP4wensRP2" |

| Unknown BSicon "RP4yRP2" |

| Unknown BSicon "RP2O-w" |

| Unknown BSicon "RP2O" |

| Unknown BSicon "RP2O" |

| Unknown BSicon "RP2O" |

| Unknown BSicon "RP2O" |

| Unknown BSicon "RP2O" |

| Water + Pier |

| Unknown BSicon "RP2" |

| Unknown BSicon "RP2O" |

Vägen är fyrfilig från Vädermotet till Torslanda med planskilda trafikplatser. Mellan Torslanda och Hjuvik är den tvåfilig (en körbana), med rondeller.
Hastighetsgränsen är 80 km/h mellan Vädermotet och Bur, utom 60 km/h vid Vikan, 70 km/h Bur - Hästevik samt 50 km/h väster om Hästevik.

## Historia
Sträckan Vädermotet-Torslandaverken byggdes fyrfilig med trafikljus utan mitträcke i samband med Torslandaverkens byggande 1959-1961, men gavs mitträcke och planskildhet först 2013. Bulyckemotet och sträckan väster om Torslandarondellen är från ungefär år 1997. Vägen drogs då rakt över den före detta landningsbanan till Torslanda flygfält. Innan dess gick vägen en omväg norr om landningsbanan. Ytterhamnsmotet, Vädermotet är från 2013-2014.

## Planer
En broförbindelse har planerats mellan Hisingen och Öckerö. Detta har väckt visst motstånd inom Öckerö kommun, där en kommunal folkomröstning år 2002 om bron gav resultatet Nej. 
En ny folkomröstning hölls november 2005, som gav samma resultat.
Trafikverket drev frågan ändå, delvis på grund av höga driftskostnader för färjan och framkomlighetsproblem. Folkomröstningen avser formellt bara kommunens beslut och regeringen binds inte av den. Det är regeringen som bestämmer, även om det kan vara politiskt svårt att gå emot kommuninvånarnas vilja. Efter 2005 har regeringen valt att inte planera in något byggdatum.
Under vintern 2017 röstade Göteborgs kommun igenom att man skall ställa sig positiv till en bro till Öckerö kommun. Senare under 2017 röstade även VGR igenom att de ser detta som en prioriterad satsning och vill lägga med detta i trafikverkets framtidsplan 2018-2029. Trafikverket publicerade 30 juni 2021 resultat från åtgärdvalsstudien som gjorts gällande trafiksituationen på väg 155.
En studie vad som kan göras med sträckan Torslanda - Hjuvik pågår hos Trafikverket. Bron till Öckerö skulle lösa problemet eftersom dess föreslagna läge skulle innebära en ny väg från Torslanda till bron.